# Total Recall
Total Recall je americký dystopický akční sci-fi film z roku 1990 s Arnoldem Schwarzeneggerem v hlavní roli. Režisérem snímku byl Paul Verhoeven, předlohou se pak stala povídka Zapamatujeme si to za vás se slevou (anglicky We Can Remember It for You Wholesale) od Phillipa K. Dicka, jež také ovlivnila snímky Minority Report či Blade Runner.
Podstatná část děje je zasazena do prostředí planety Mars.

## Děj
V roce 2084 pracuje Douglas Quaid jako stavební dělník na Zemi. Trápí ho katastrofické sny z prostředí Marsu, ve kterých se vyskytuje záhadná brunetka. Jeho žena Lori jej uklidňuje a poukazuje na to, že na Zemi vedou dobrý život v porovnání s nestabilní situací na Marsu, kde povstalci bojují proti vládním silám pod velením guvernéra Vilose Cohaagena (zprávy o situaci na Marsu jsou pravidelně v TV). Quaid navrhuje výlet na Mars, ale Lori nesouhlasí, navrhuje mu návštěvu Saturnu nebo výletní cestu vesmírem. Quaid však cítí, že v něm dříme něco velkého, je Marsem doslova fascinován. Navíc jsou zde pověsti, že v dolech na Marsu byl objeven nějaký mimozemský artefakt.
Douglas Quaid se rozhodne navštívit společnost Rekall, která lidem aplikuje paměťové implantáty. Lidé pak procitnou a mají realistickou vzpomínku na dovolenou, kterou si vybrali. Quaid se předtím zmíní o firmě Rekall před svým spolupracovníkem Harrym, který jej od návštěvy odrazuje. Tvrdí, že jeho známý vyzkoušel jejich nabídku a málem mu provedli lobotomii. Quaid si v Rekallu vybere dvoutýdenní cestu na Mars v roli tajného agenta (Rekall má v nabídce různé varianty, lidé se mohou stát celebritami, agenty atd. dle vlastní libosti).
Ještě než technici zavedou implantát, Quaidovo podvědomí divoce zareaguje, Douglas se chová nepříčetně a křičí, že odhalili jeho krytí. Pracovníci Rekallu jej zpacifikují za pomoci sedativ a pošlou jej domů v automatickém taxi. Cestou domů je napaden Harrym a jeho doprovodem, Quaid všechny muže v sebeobraně zabije. Stále však nechápe, co se děje. Zjistí to poté, když na něj doma zaútočí Lori. Douglas ji přemůže a Lori mu řekne, jak se věci mají. Ve skutečnosti byl Cohaagenem poslán na Zemi a hlídán, Lori měla stejný úkol. Jejich svatba a osmileté soužití byly jen implantovanou vzpomínkou. Quaid se rozhodne jednat, vydá se do města těsně předtím než do bytu dorazí Richter, Loriin manžel a podřízený Cohaagena. Cohaagen jej instruuje, aby Quaida nezabíjel, ale dostal ho živého. Tento rozkaz Richter ignoruje.
Quaida kontaktuje neznámý muž a předá mu kufřík. Quaid se dostane do opuštěné cementárny, kde kufřík prozkoumá. Obsahuje bankovky (kredity), karty, zvláštní nástroj a laptop s nahraným vzkazem. Quaid si video přehraje. Je na něm záznam jeho samého, který tvrdí, že se jmenuje Hauser a pracoval pro Cohaagena předtím, než objevil nějaké jeho špinavosti. Týká se to především mimozemského artefaktu. Hauser ho nabádá, aby se pomocí nástroje z kufříku zbavil štěnice ve svém mozku a vydal se na Mars, kde se má setkat s Kuatem. Quaid neváhá a odcestuje na Mars do Venušina města - vykřičené čtvrti obydlené z větší části mutanty. Jejich mutaci způsobila nedostatečná ochrana před radiací. Na Marsu se setká mimo taxikáře Bennyho i s Melinou, brunetkou z jeho snů a bývalou milenkou Hausera. Ta mu odmítne pomoci, protože se domnívá, že Quaid stále pracuje pro Cohaagena.
V jeho hotelovém pokoji ho navštíví dr. Edgemar ze společnosti Rekall s Lori. Dr. Edgemar se ho snaží přesvědčit, že se nachází v umělé realitě a nabízí mu pilulku, která ho má z ní dostat. Quaid si ji vezme do úst, ale váhá s polknutím. Když zaregistruje pot na čele doktora, uvědomí si, že je to realita a okamžitě jej zastřelí. Pilulku vyplivne na doktorovo tělo. Richterovi muži v čele s Lori ho zajmou, vysvobodí jej až Melina. Quaid pak Lori zastřelí. Dvojice pak uprchne za pomoci Bennyho do baru ve Venušině městě, kde je povstalci ukryjí v tunelech za barem. Guvernér Cohaagen dá pokyn Richterovi, aby se s jednotkami stáhl, protože se rozhodl přerušit dodávku vzduchu pro celou čtvrť. Quaid, Melina a Benny jsou předvedeni před Kuata, mutanta na břiše svého bratra George. Kuato má jako většina mutantů rozšířenou vnímavost a z mysli Quaida vyčte, že oním mimozemským artefaktem je obrovský reaktor, který dokáže vyrobit dýchatelnou atmosféru pro celou planetu rozpuštěním ledovce pod ním. Cohaagen to drží v tajnosti, neboť by v takovém případě zanikl jeho monopol na výrobu vzduchu. Cohaagenovy vládní jednotky proniknou na základnu povstalců a Richter pak Kuata zastřelí. Ještě předtím ale stačí Kuato pošeptat Quaidovi, aby reaktor spustil. Benny se ukáže být zrádcem, pracuje také pro guvernéra. Nejvíc ale Douglase Quaida zklame videonahrávka s Hauserem, kterou mu pustí Cohaagen. V ní Hauser odhaluje, že vše bylo pečlivě naplánováno, aby se Quaid dostal k povstalcům a pomohl je zničit. Jeho paměť má být přeprogramována zpět a zajatá Melina se má stát jeho ženou (po paměťové úpravě).
Quaid s Melinou se výmazu paměti vyhnou, podaří se jim osvobodit a spěchají do dolů k reaktoru. Cestu jim zkříží Benny, kterého musí Quaid zabít stejně jako Richtera a početnou skupinu vojáků. Před ovládacím panelem dojde ke konfrontaci s Cohaagenem, jenž Quaida varuje, aby reaktor nespouštěl. Vyhrožuje bombou, kterou skutečně spustí. Quaid ji zahodí do šachty, kde exploduje a zničí stěnu. Vzduch z haly je vysáván ven, smete s sebou i Cohaagena, který se ve vakuu udusí. Quaid stihne spustit reaktor a následně je společně s Melinou vysán ven do volné krajiny. Reaktor začíná žhavit ledovec a uvolňuje obrovské množství kyslíku, díky čemuž Quaid a Melina uniknou smrti. Obyvatelé Venušina města jsou zachráněni a planeta postupně nabývá novou atmosféru. Quaida napadne myšlenka, jestli to není všechno jen sen.

## Herecké obsazení
| Arnold Schwarzenegger | Douglas Quaid alias Hauser, hlavní postava                   |
| Rachel Ticotin        | Melina, brunetka                                             |
| Sharon Stone          | Lori, manželka Quaida, ve skutečnosti žena Richtera          |
| Ronny Cox             | Vilos Cohaagen, guvernér Marsu                               |
| Michael Ironside      | Richter, Cohaagenův zabiják                                  |
| Marshall Bell         | George / Kuato, vůdce povstalců na Marsu                     |
| Mel Johnson           | Benny, taxikář-mutant na Marsu                               |
| Michael Champion      | Helm, Richterův poskok                                       |
| Roy Brocksmith        | dr. Edgemar, jeden z pracovníků Rekallu                      |
| Ray Baker             | Bob McClane, pracovník Rekallu                               |
| Rosemary Dunsmore     | dr. Lullová, hlavní programátorka Rekallu                    |
| David Knell           | Ernie                                                        |
| Alexia Robinson       | Tiffany                                                      |
| Dean Norris           | Tony, mutant                                                 |
| Robert Costanzo       | Harry, spolupracovník Quaida, ve skutečnosti agent Cohaagena |
| Marc Alaimo           | Everett, velitel marťanských policejních složek              |

## Související film
V srpnu 2012 vyšel remake Total Recall v hlavní roli s Colinem Farrellem, režie Len Wiseman.